# Liste des phares du Maine

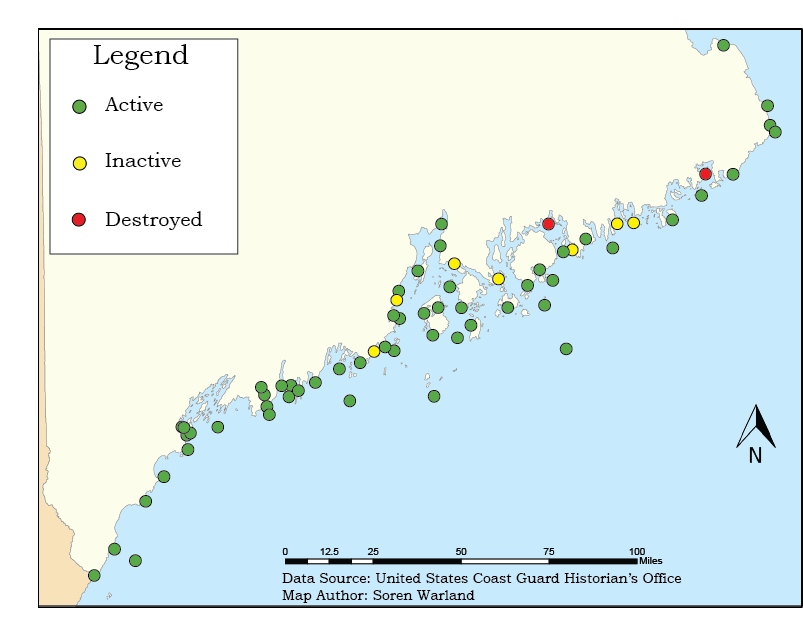
Carte des phares du Maine

Liste des phares du Maine : L'État du Maine, dont le littoral est très découpé compte environ 70 phares. Les aides à la navigation dans le Maine sont gérées par le premier district de l' United States Coast Guard , mais la propriété (et parfois l’exploitation) de phares historiques a été transférée aux autorités et aux organisations de préservation locales.
Leur préservation est assurée par des sociétés locales de la American Lighthouse Foundation (en) et sont répertoriés au Registre national des lieux historiques (*).

## Comté de Washington

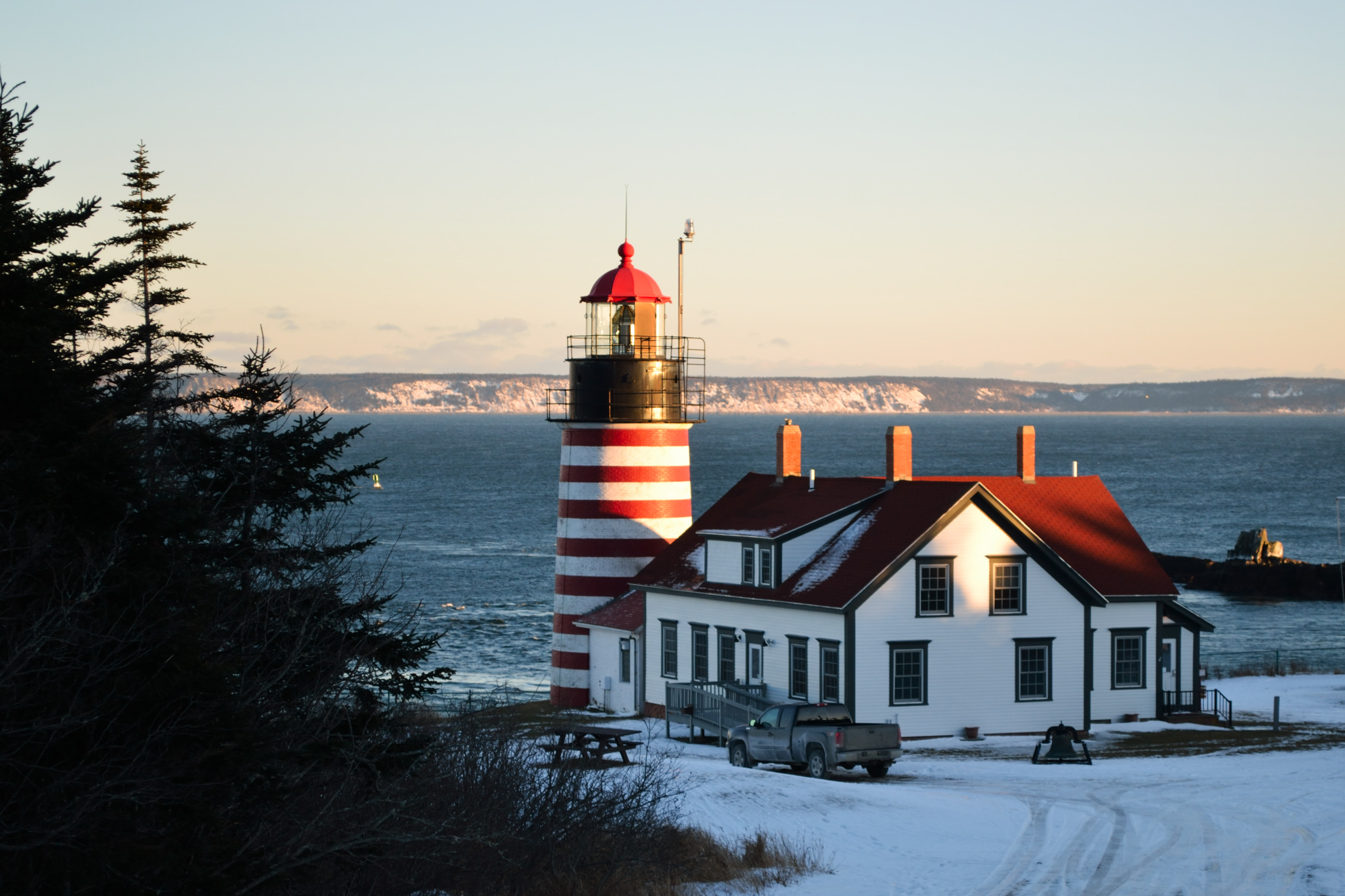
West Quoddy Head

| - Phare de Whitlocks Mill * - Phare du fleuve Sainte-Croix - Phare du canal de Lubec * - Phare de West Quoddy Head * - Phare de Little River * - Phare d'Avery Rock | - Phare de Libby Island * - Phare de Moose Peak - Phare de Nash Island - Phare de Narraguagus * - Phare de Petit Maman * |

## Comté de Hancock

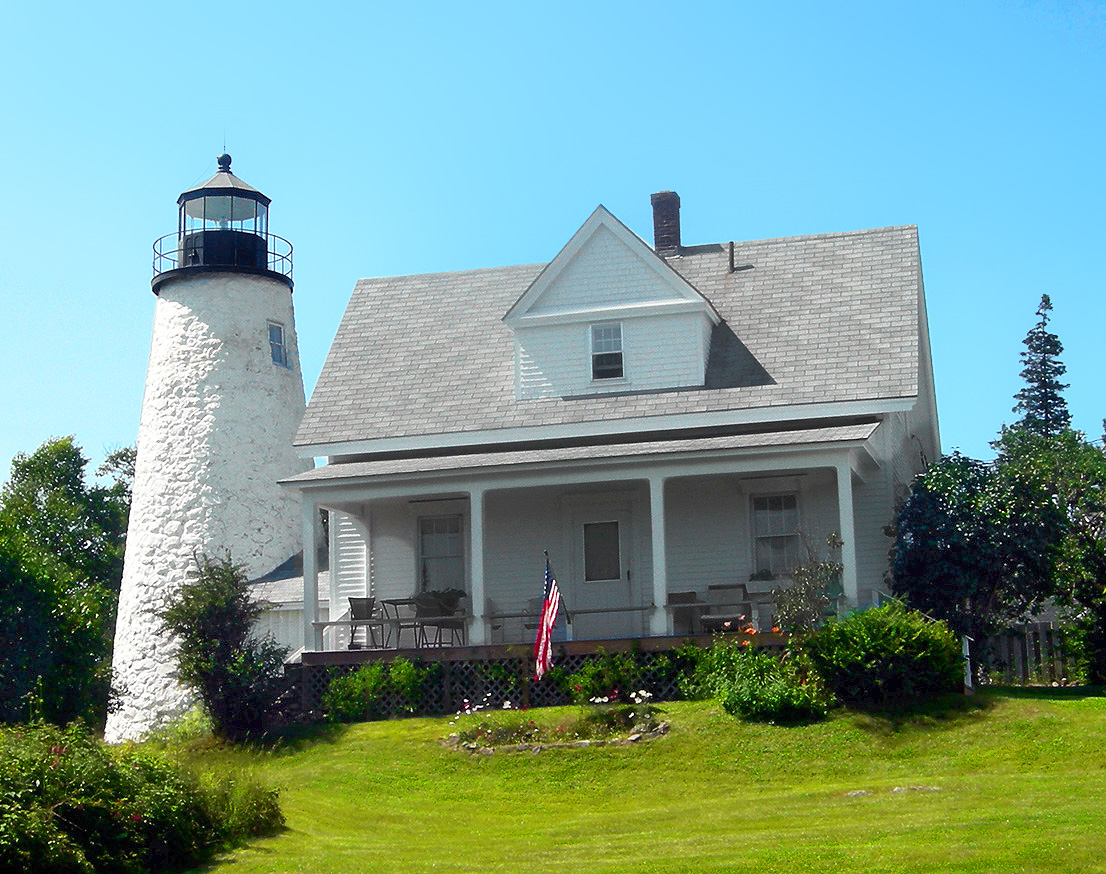
Dice Head

| - Phare de Prospect Harbor * - Phare de Winter Harbor * - Phare d'Egg Rock * - Phare de Crabtree Ledge - Phare de Baker Island * - Phare des Monts Déserts * - Phare de Bear Island * - Phare de Great Duck Island * | - Phare de Bass Harbor * - Phare de Burnt Coat Harbor * - Phare de Blue Hill Bay - Phare de Dice Head * - Phare de Pumpkin Island * - Phare de Deer Island - Phare de Eagle Island |

## Comté de Waldo
- Phare de Fort Point *
- Phare de Grindel Point *

## Comté de Knox

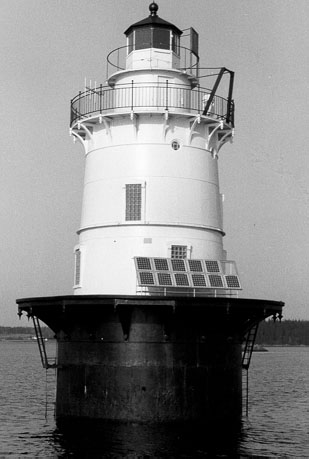
Goose Rocks

| - Phare d'Isle au Haut * - Phare de Saddleback Ledge * - Phare de Matinicus Rock * - Phare de Heron Neck * - Phare de Goose Rocks * - Phare de Browns Head * - Phare de l'île Curtis * - Phare de Indian Island * | - Phare de Rockland Harbor * - Phare de Owls Head * - Phare de Two Bush Island - Phare de Whitehead * - Phare de Tenants Harbor * - Phare de Marshall Point * - Phare de Franklin Island |

## Comté de Lincoln

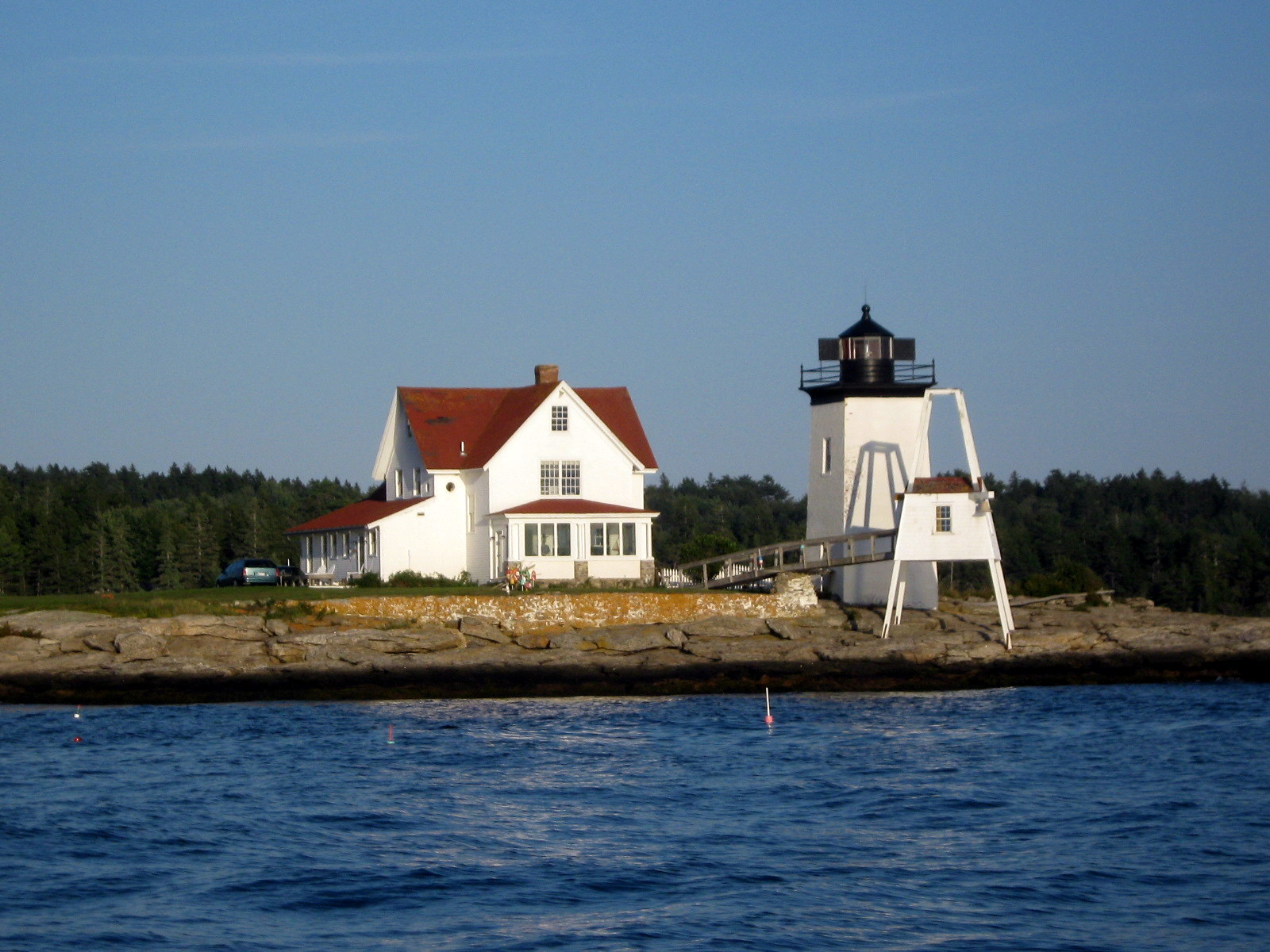
Hendricks Head

- Phare de Pemaquid Point *
- Phare de Ram Island *
- Phare de Burnt Island *
- Phare des Cuckolds *
- Phare de Hendricks Head *
- Phare de l'île Monhegan *

## Comté de Sagadahoc
- Phare de Doubling Point *

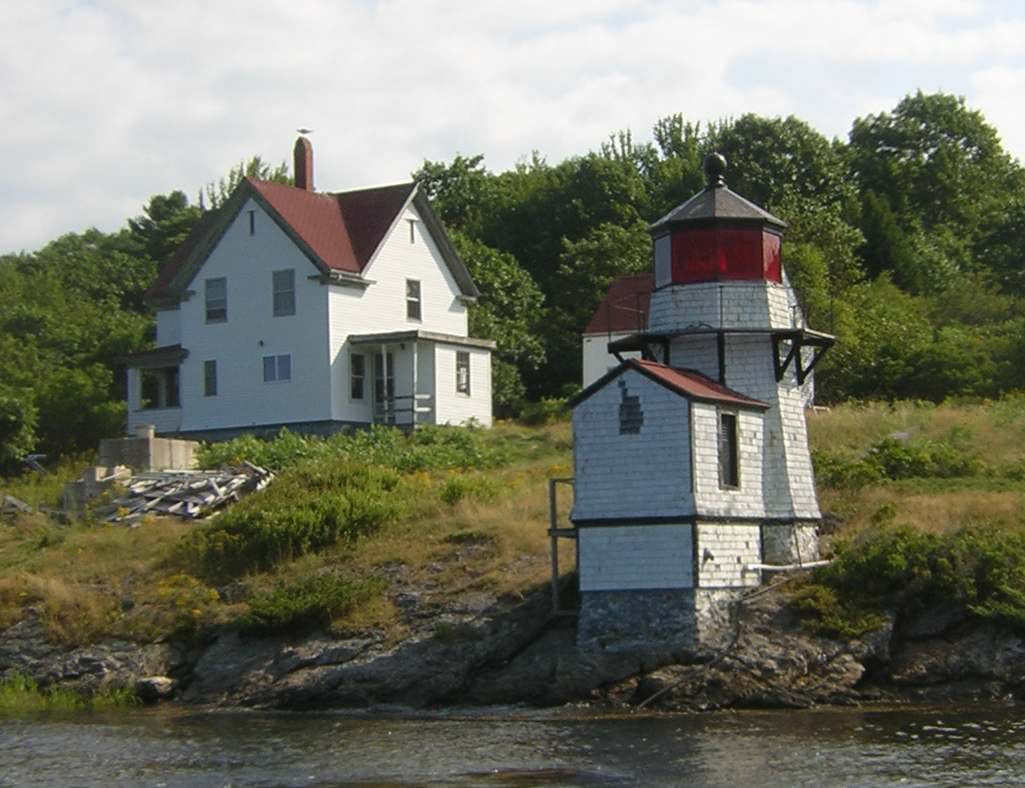
Squirrel Point

- Phares d'alignement de Doubling Point *
- Phare de Squirrel Point *
- Phare de Perkins Island *
- Phare de Pond Island
- Phare de Seguin Island *

## Comté de Cumberland

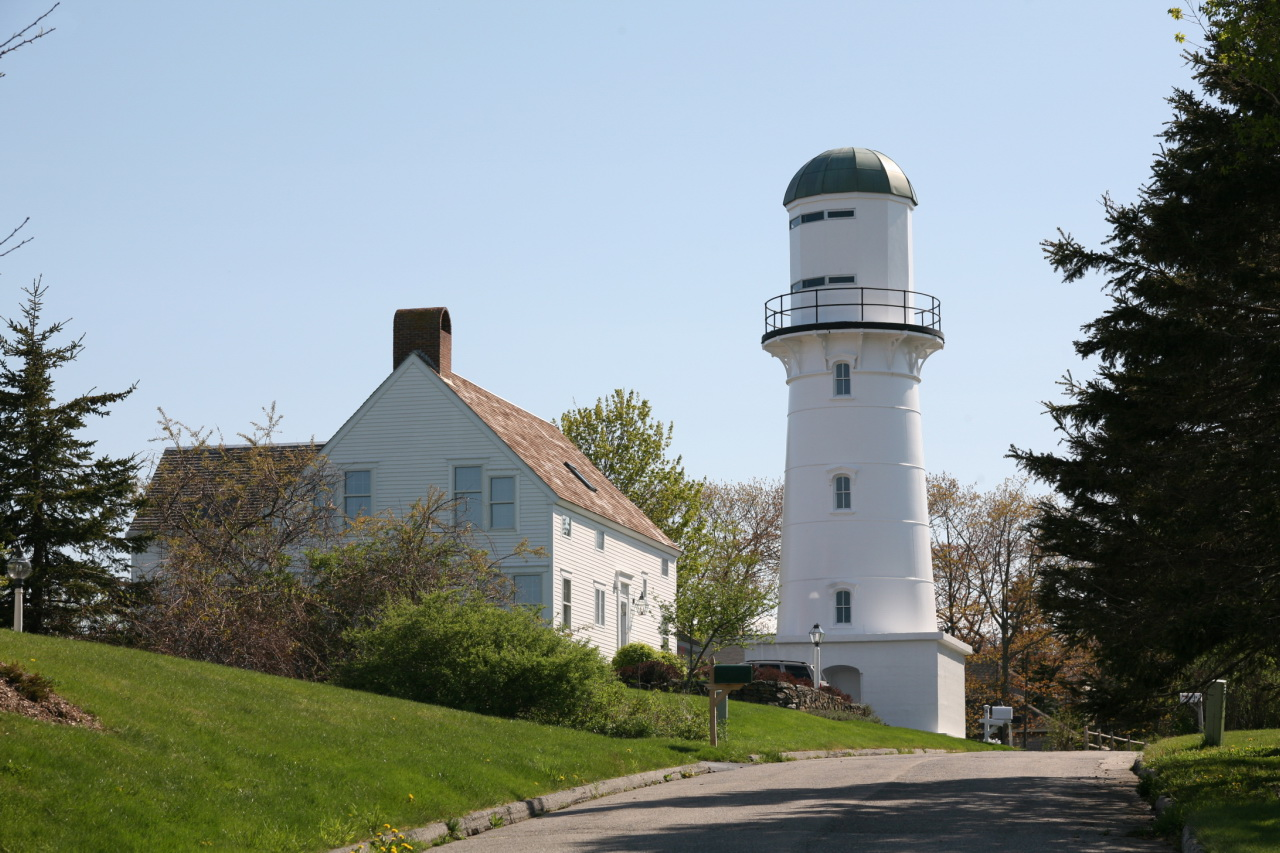
Cape Elizabeth

- Phare Halfway Rock *
- Phare de South Portland *
- Phare de Spring Point *
- Phare de Ram Island Ledge *
- Phare de Portland Head *
- Phare de Cape Elizabeth *

## Comté de York

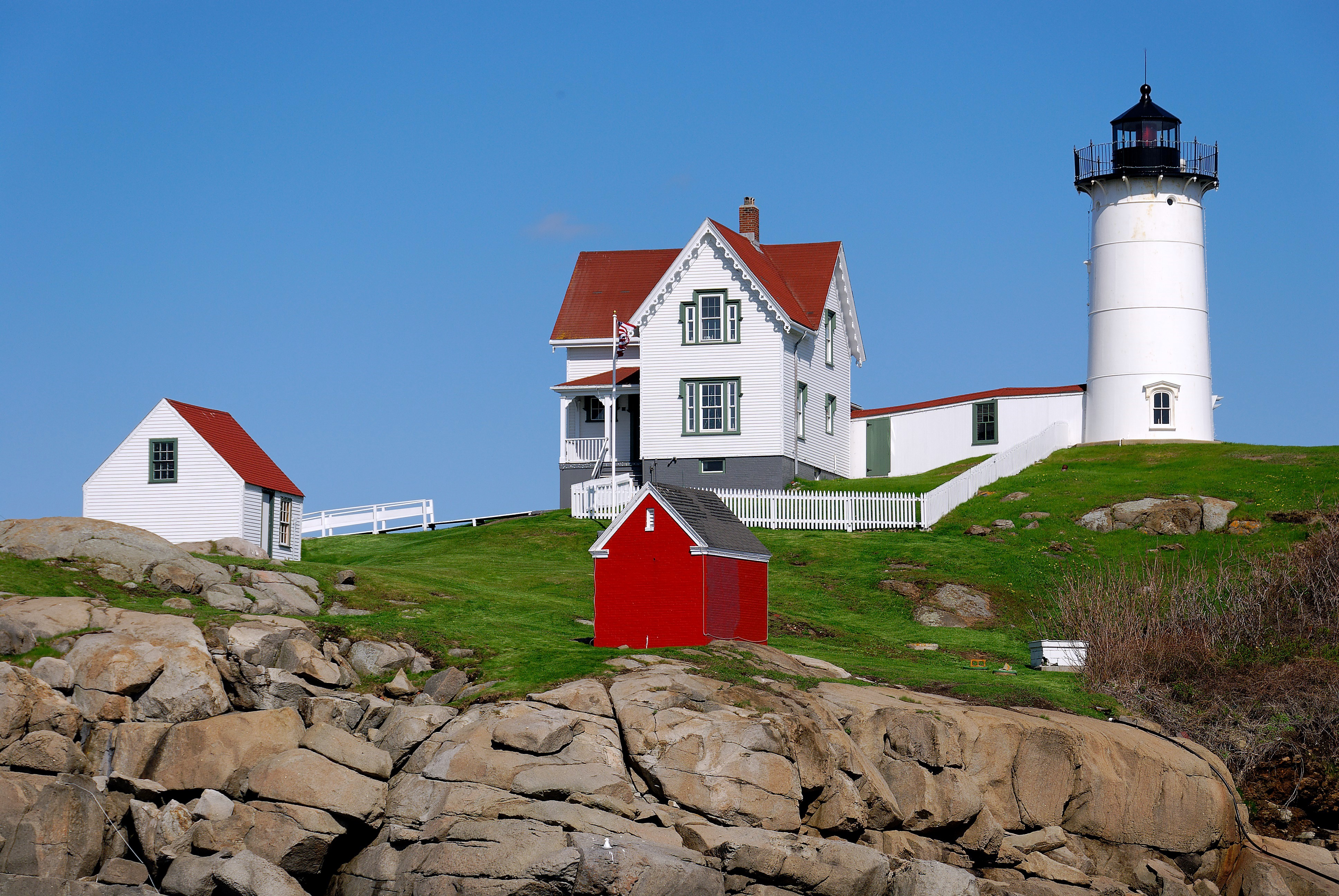
Cape Neddick

- Phare de Wood Island *
- Phare de Goat Island *
- Phare de Cape Neddick *
- Phare de Boon Island *
- Phare de Whaleback *